# Android Things
Android Things — платформа вбудованої ОС на базі Android від Google, оголошена на Google I/O 2015 та запущена в 2018 році. Закриття Android Things Dashboard розпочалося 5 січня 2021 року. Після 5 січня 2022 року Android Things Dasboard було повністю вимкнено, а всі залишені дані ― видалено.
Спочатку Android Things була призначена для використання на пристроях Інтернет речей (IoT) з обмеженою потужністю та пам’яттю, але у 2019 році проєкт припинив підтримку апаратного забезпечення з обмеженою потужністю і переорієнтувався на пристрої класу смартфонів.

## Історія

### Попередній випуск
Під час Google I/O 2015 Google оголосила про майбутню вбудовану платформу операційної системи на базі Android під кодовою назвою Brillo. На той час проєкт мав на меті підтримку пристроїв із малою кількістю пам’яттю, які мають лише 32-64 МБ ОЗП. Платформа Brillo була не просто ОС для пристроїв IoT, а натомість цілою купою програмного забезпечення з хмарним компонентом, що включав консоль управління для забезпечення пристроїв та доставки оновлень. Brillo підтримувала Wi-Fi, Bluetooth Low Energy та протокол Weave для спілкування з хмарою (включаючи доставку оновлень), зв'язку з Android телефонами та іншими сумісними пристроями (включаючи продукти Nest).
У 2016 році Google змінила назву Brillo на Android Things.
Спочатку Android Things була призначена для використання на пристроях Інтернет речей (IoT) з обмеженою потужністю та пам’яттю, які зазвичай побудовані з різних платформ MCU.

### Реліз
У 2018 році Android Things була офіційно випущена під версією 1.0. Одночасно багато виробників (включаючи JBL, Lenovo та LG Electronics) випустили пристрої розумного дому на базі Android Things. Ці пристрої були на базі двох Qualcomm "Home Hub" систем на мікросхемі та реалізацій Android Things, наданих Google, для розумних динаміків та дисплеїв під управлінням Google Assistant.
У лютому 2019 року Android Things переорієнтовалася на розумні колонки та дисплеї. Проєкт відмовився від підтримки обмежених ресурсів пристроїв IoT та змінив фокус на пристрої класу смартфонів.

### Закриття
У грудні 2020 року сторінка поширених запитань про Android Things Dashboard була тихо оновлена з повідомленням про майбутнє закриття Android Things. Android Things Dashboard припинила приймати нові реєстрації пристроїв та проєкти 5 січня 2021 року, а розповсюдження оновлень ― 5 січня 2022 року (тоді «консоль буде повністю відхилена, а всі дані проєкту буде остаточно видалено — включаючи збірку конфігурації та заводські зображення.»)